# وست گیت، شهرستان پرنس ویلیام، ویرجینیا
وست گیت (به انگلیسی: West Gate) یک منطقهٔ مسکونی در ایالات متحده آمریکا است که در شهرستان پرنس ویلیام، ویرجینیا واقع شده‌است. وست گیت ۳٫۰ کیلومتر مربع مساحت و ۷٬۴۹۳ نفر جمعیت دارد و ۶۳ متر بالاتر از سطح دریا واقع شده‌است.